# Chariot (sommergibile)
Il chariot ("biga" in lingua inglese) era un particolare tipo di sommergibile tascabile sviluppato per la Royal Navy britannica nel corso della seconda guerra mondiale; fondamentalmente si trattava di una copia britannica del siluro a lenta corsa della Regia Marina italiana, ovvero un mezzo d'assalto subacqueo progettato per penetrare nei porti nemici e consentire a due operatori muniti di autorespiratore di applicare delle cariche esplosive alla carena delle navi alla fonda.
Entrato in servizio a partire dal giugno 1942 in un'ottantina di esemplari e in due versioni diverse, il chariot fu impiegato in varie operazioni degli incursori britannici contro porti in Europa e Sud-est asiatico, non sempre coronate da successo anche a causa della non ottimale messa a punto del mezzo; alcuni chariot prestati dalla Royal Navy furono impiegati dall'unità Mariassalto della Marina Cobelligerante Italiana per alcune azioni sul finire del conflitto.

## Il progetto

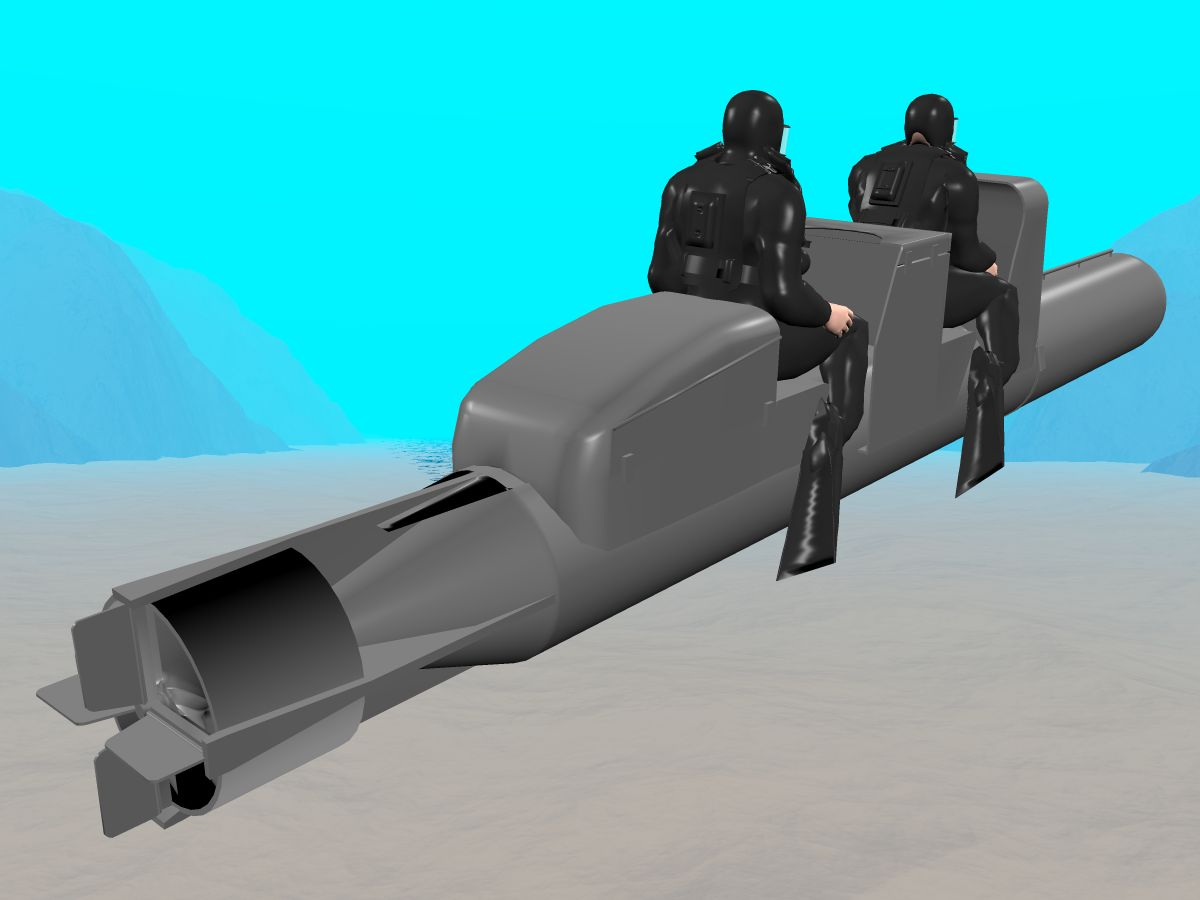
Rappresentazione grafica di un chariot Mark I visto di poppa

La forte impressione suscitata dalla riuscita della cosiddetta "impresa di Alessandria", quando sei operatori della Xª Flottiglia MAS italiana dotati di tre siluri a lenta corsa (SLC) avevano affondato le navi da battaglia HMS Valiant e HMS Queen Elizabeth e una petroliera ancorate nel porto di Alessandria d'Egitto, aveva spinto i britannici a ricorrere a strumenti simili. La Royal Navy era entrata in possesso del relitto di due SLC, uno rinvenuto dopo un fallito attacco al porto di Gibilterra il 29 ottobre 1940 e un altro dopo l'altrettanto infruttuosa azione contro Malta del 26 luglio 1941, e ciò rappresentò la base per gli studi del Comando sommergibili britannico per lo sviluppo di un mezzo dalle caratteristiche simili. L'arsenale di Gosport sviluppò il primo prototipo del mezzo d'assalto nel giugno 1942, mentre nel frattempo i sommozzatori britannici si addestravano su un simulacro di legno privo di motore e rimorchiato da un motoscafo: fu probabilmente da questo modello di addestramento che derivò il soprannome di chariot ("biga") poi utilizzato per identificare il mezzo vero e proprio.
I chariot della prima serie (Mk I) erano fondamentalmente dei siluri lunghi fuori tutto 6,8 metri (altre fonti indicano 7,2 o 7,65 metri) e con un diametro massimo di 533 mm, dotati sulla sommità di casse di immersione, comandi per la condotta del mezzo e due sedili per altrettanti operatori protetti a prua da un paraonde; la profondità massima raggiungibile era di 27 metri. L'apparato propulsivo era costituito da un motore elettrico da 2 hp alimentato da una batteria di accumulatori elettrici da 60 volt, con quattro regolazioni di marcia in avanti e due di marcia indietro; la velocità massima era di 2,9 nodi, con un'autonomia di 6 ore o 17,4 miglia nautiche alla massima velocità. La prua del mezzo era composta da una testata amovibile contenente 245 chilogrammi di tritolo e azionata da una spoletta a tempo. Il peso totale del mezzo si aggirava sui 1.500 chilogrammi.
Il chariot era condotto da due operatori, dotati di una muta stagna del tipo Sladen Suit (mai particolarmente amata dagli equipaggi britannici) e di autorespiratori adattati dal modello Davis Submerged Escape Apparatus fornito come dotazione di emergenza agli equipaggi dei sommergibili. In generale il chariot era molto simile a uno SLC, ma gli operatori italiani che ebbero modo di pilotare entrambi i mezzi giudicarono il modello britannico come meno efficiente, in particolare a causa delle frequenti avarie che colpivano l'apparato elettrico.
Verso la fine del conflitto fu sviluppata una versione migliorata del chariot, la Mk II o "Terry chariot": simile per concezione al Siluro San Bartolomeo italiano, era più veloce (4,5 nodi) del Mk I e aveva un corpo più grande (lungo 9,3 metri e con un diametro di 900 mm) che consentiva di ospitare i due operatori all'interno di esso, schiena contro schiena e protetti sulla sommità da una cupola trasparente.

## Impiego operativo

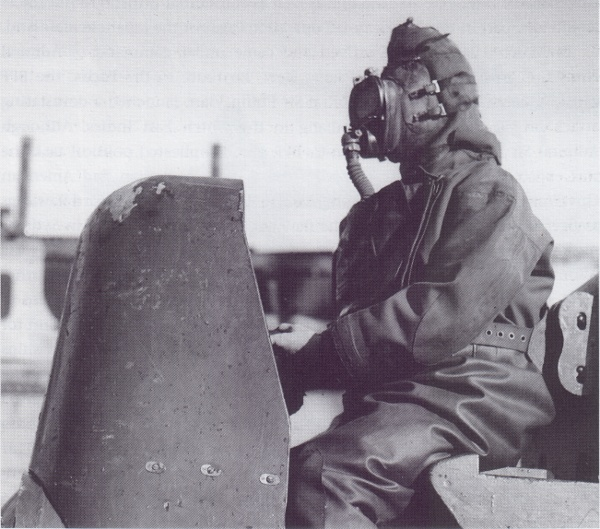
Un sommozzatore con muta "Sladen Suit" e respiratore "Davis" al posto di guida di un chariot Mk I

Circa un'ottantina di chariot dei due modelli furono progressivamente consegnati ai reparti; dopo le prime uscite di prova effettuate a Portsmouth, la base di addestramento degli operatori di chariot fu spostata prima nella base di Port D a Loch Erisort e poi nella base di Port HHZ a Loch Chairnbawn in Scozia, dove fu loro messa a disposizione l'anziana nave appoggio sommergibili HMS Titania. Il primo gruppo di operatori fu dichiarato pronto all'azione nel settembre 1942.
Il primo impiego della nuova arma si ebbe tra il 26 e il 30 ottobre 1942: due chariot con sei sommozzatori furono inviati ad attaccare la nave da battaglia tedesca Tirpitz ancorata nel fiordo di Trondheim in Norvegia (operazione Title); i mezzi d'assalto furono agganciati al peschereccio Arthur con una speciale attrezzatura che li rimorchiava mantenendoli sotto il pelo dell'acqua, ma un'improvvisa tempesta ruppe i cavi di rimorchio e i chariot affondarono prima che i sommozzatori potessero riprenderne il controllo. Si decise quindi di ripiegare su un mezzo "avvicinatore" più sicuro, modificando alcuni sommergibili classe T perché potessero alloggiare i chariot in grossi cilindri stagni fissati sul ponte di coperta, una soluzione mutuata da un'analoga sistemazione impiegata anche dagli italiani.
Nel gennaio 1943 i mezzi d'assalto britannici furono quindi dispiegati in Mediterraneo per un'ambiziosa missione di attacco simultaneo a due ancoraggi della flotta italiana, il porto di Palermo e quello de La Maddalena (operazione Principal). Il sommergibile HMS P311 diretto a La Maddalena con due chariot scomparve senza lasciare traccia, probabilmente cadendo vittima di uno sbarramento di mine navali; i sommergibili HMS Trooper e HMS Thunderbolt raggiunsero invece Palermo e rilasciarono cinque chariot la notte tra il 2 e il 3 gennaio: tre mezzi affondarono a causa di avarie varie e problemi con gli autorespiratori degli operatori, ma l'equipaggio del chariot XXII (lieutenant Greenland e petty officer Ferrier) riuscì ad applicare con successo la carica principale all'incrociatore leggero Ulpio Traiano, ancora in fase di allestimento e completo al 90%, nonché una serie di cariche secondarie agli scafi del cacciatorpediniere Grecale, della torpediniera Ciclone e del piroscafo Gimma, mentre l'equipaggio del chariot XVI (sub-lieutenant Dove e petty officer Freel) minò lo scafo della motonave Viminale. Il sommergibile HMS Unruffled, incaricato di recuperare gli operatori al termine dell'attacco, riuscì a trarne in salvo solo due: uno dei sommozzatori morì e gli altri furono presi prigionieri, unitamente a uno dei chariot recuperato quasi intatto da parte degli italiani. L'esplosione delle cariche provocò tuttavia l'affondamento del Traiano e il grave danneggiamento della Viminale, mentre le cariche secondarie non detonarono.

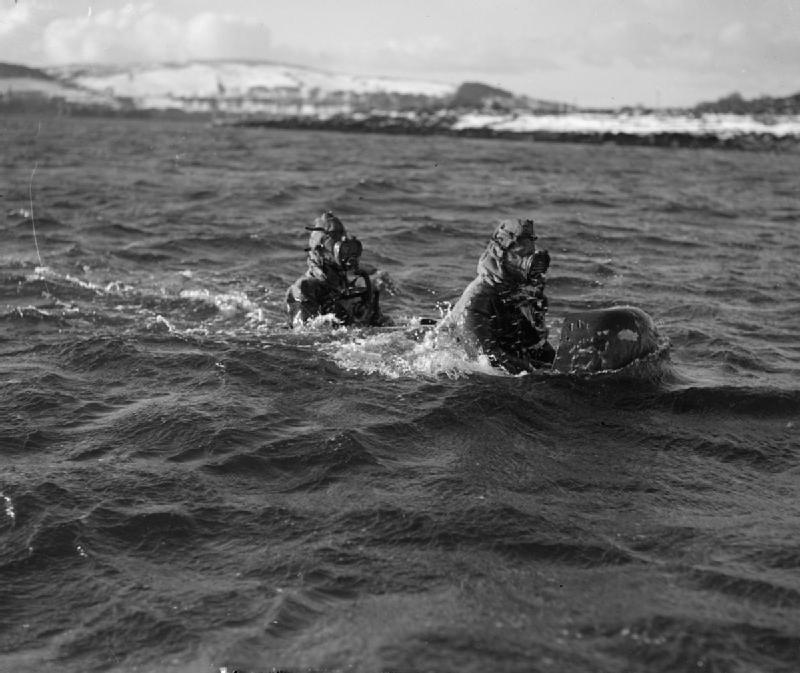
Due sommozzatori conducono un chariot durante un'esercitazione in Scozia

Il Thunderbolt condusse un nuovo attacco con due chariot al porto di Tripoli nella notte tra il 18 e il 19 gennaio (operazione Welcome), ma ancora una volta entrambi i mezzi andarono perduti a causa di avarie. Alcuni chariot furono impiegati come veicoli da esplorazione per alcune missioni di ricognizione idrografica della costa della Sicilia in vista del pianificato sbarco degli Alleati, mentre una serie di operazioni contro le basi principali italiane di Taranto e La Spezia fu cancellata a seguito dell'annuncio della resa dell'Italia l'8 settembre 1943. Nei mesi successivi il personale dell'unità d'assalto della Marina cobelligerante (Mariassalto), composto da veterani della Xª Flottiglia MAS, strinse una solida collaborazione con i suoi equivalenti britannici, arrivando a condurre una serie di missioni congiunte.
La notte tra il 21 e il 22 giugno 1944 la motosilurante italiana MS 74 trasportò due chariot con equipaggio britannico davanti al porto di La Spezia (operazione QWZ): l'obiettivo erano gli scafi degli incrociatori Gorizia e Bolzano che, benché ormai abbandonati, potevano essere impiegati dai tedeschi per bloccare l'accesso al porto; uno dei chariot affondò a causa di batterie scariche, mentre l'altro (sub-lieutenant Causer e able seaman Smith) minò con successo il Bolzano che affondò proprio al centro della rada. Dei quattro operatori, tre furono fatti prigionieri mentre il quarto riuscì a riparare oltre le linee amiche.
La più riuscita missione dei chariot, nonché l'unica in cui furono impiegati i battelli del modello Mk II, si svolse nella notte tra il 27 e il 28 ottobre 1944: il sommergibile HMS Trenchant trasportò due chariot al largo del porto di Phuket in Thailandia, e gli operatori (lietenaunt Woollcott e sub-lieutenant Aldridge, petty officer Smith e able seaman Brown) minarono con successo gli scafi delle motonavi Sumatra e Volpi, ex mercantili italiani catturati dai giapponesi. Entrambi i bersagli affondarono e i due chariot con i loro equipaggi al completo furono recuperati con successo dal Trenchant.
L'ultima missione dei chariot si svolse la notte tra il 18 e il 19 aprile 1945, quando la MS 74 portò due mezzi, questa volta con equipaggi italiani, al largo del porto di Genova con obiettivo lo scafo dell'incompleta portaerei Aquila (operazione Toast): ancora una volta uno dei chariot affondò per problemi alle batterie, mentre l'altro (sottotenente di vascello Conte e sottocapo palombaro Marcolini) raggiunse il bersaglio ma non riuscì a fissare le cariche che furono lasciate sul fondale; tutti gli equipaggi furono recuperati con successo da un motoscafo italiano, ma l'esplosione non danneggiò più di tanto lo scafo dell'Aquila che rimase a galla.